# Cinderella (1914)
Cinderella (Nederlands: Assepoester) is een Amerikaanse film uit 1914.

## Verhaal
Mary Pickford speelt Assepoester, de dochter van een rijke man. Als hij sterft, moet ze als schoonmaker voor haar stiefmoeder (Isabel Vernon) en gemene stiefzusjes (Georgia Wilson en Lucille Carney) werken. Ze moet dag in, dag uit gemene klusjes opknappen. Als de prins van het land (Owen Moore) een nieuwe vrouw nodig heeft, organiseert hij een bal waar alle vrouwen naartoe mogen. Hij zal dan de mooiste uitkiezen. Assepoester mag niet van haar stiefmoeder en is erg verdrietig. Maar opeens komt er een toverfee (Inez Marcel) die haar omtovert in een echte prinses. Ze mag naar het bal, maar moet wel voor 12 uur 's nachts terugkomen. Dan wordt ze namelijk weer de lelijke schoonmaakster. De prins valt direct voor haar, maar wil hij haar ook als hij haar ware identiteit ontdekt?

## Rolverdeling
| Acteur         | Personage       |
| -------------- | --------------- |
| Mary Pickford  | Assepoester     |
| Owen Moore     | Prince Charming |
| Isabel Vernon  | De stiefmoeder  |
| Georgia Wilson | Stiefzus        |
| Lucille Carney | Stiefzus        |
| Inez Marcel    | De goede Fee    |
| W.N. Cone      | De koning       |

## Productie
Om een sprookjestint aan het verhaal te geven maakte regisseur James Kirkwood gebruik van uitbundige decors en verschillende inkleurtechnieken.

## Restauratie
Er werd gedacht dat deze film verloren was gegaan door de jaren heen. Het is bij toeval dat in 1971 een nitraatkopie bij het Filmmuseum opdook. Zo is het mogelijk geweest om een restauratie van de film te maken.